# Мікел Азіра
Мікел Азіра (англ. Micheal Azira, нар. 22 серпня 1987, Кампала) — угандійський футболіст, півзахисник американського клубу «Чикаго Файр» і національної збірної Уганди.

## Клубна кар'єра
Народився 22 серпня 1987 року в місті Кампала. Юнаком приїхав до США, де навчався у коледжі Ліндсі Вілсона і почав грати у за його футбольну команду. Згодом вступив до Мабайльського університету і грав у футбол на університетському рівні.
На професійному рівні починав грати за команди нижчих дивізіонів США, а навесні 2014 року приєднався до команди MLS «Сіетл Саундерз». Згодом грав також на рівні найвищої футбольної ліги Північної Америки за «Колорадо Репідс» та «Монреаль Імпакт».
У серпні 2019 став гравцем «Чикаго Файр».

## Виступи за збірну
2016 року дебютував в офіційних матчах у складі національної збірної Уганди.
У складі збірної був учасником Кубка африканських націй 2017 року в Габоні, де виходив на поле у двох з трьох ігор своєї команди, та Кубка африканських націй 2019 в Єгипті, де вже відіграв в усіх чотирьох матчах, а збірна припинила боротьбу на стадії 1/8 фіналу.
| Дата       | Місто         | Господарі    | Результат | Гості            | Турнір                                     | Голи | Примітки |
| ---------- | ------------- | ------------ | --------- | ---------------- | ------------------------------------------ | ---- | -------- |
| 12-11-2016 | Кампала       | Уганда       | 1 – 0     | Республіка Конго | Відбір до ЧС 2018                          | -    | 59'      |
| 4-1-2017   | Туніс (місто) | Туніс        | 2 – 0     | Уганда           | товариський матч                           | -    |          |
| 11-1-2017  | Абу-Дабі      | Кот-д'Івуар  | 3 – 0     | Уганда           | товариський матч                           | -    |          |
| 17-1-2017  | Порт-Жантіль  | Гана         | 1 – 0     | Уганда           | Кубок африканських націй 2017 - 1-й етап   | -    | 46'      |
| 25-1-2017  | Оєм           | Уганда       | 1 – 1     | Малі             | Кубок африканських націй 2017 - 1-й етап   | -    | 90'      |
| 14-6-2019  | Абу-Дабі      | Кот-д'Івуар  | 0 – 1     | Уганда           | товариський матч                           | -    |          |
| 22-6-2019  | Каїр          | ДР Конго     | 0 – 2     | Уганда           | Кубок африканських націй 2019 - 1-й етап   | -    |          |
| 26-6-2019  | Каїр          | Уганда       | 1 – 1     | Зімбабве         | Кубок африканських націй 2019 - 1-й етап   | -    | 61'      |
| 30-6-2019  | Каїр          | Уганда       | 0 – 2     | Єгипет           | Кубок африканських націй 2019 - 1-й етап   | -    |          |
| 5-7-2019   | Каїр          | Уганда       | 0 – 1     | Сенегал          | Кубок африканських націй 2019 - 1/8 фіналу | -    |          |
| 13-11-2019 | Уагадугу      | Буркіна-Фасо | 0 – 0     | Уганда           | Відбір до Кубка африканських націй 2021    | -    |          |
| Усього     |               | Матчів       | 11        |                  | Голів                                      | 0    |          |